# 日輪 (横光利一)
『日輪』（にちりん）は、横光利一の中編小説。1923年（大正12年）に発表され、文壇出世作となった作品である。卑弥呼を主人公とし、歴史事実の追求よりも卑弥呼をめぐる愛憎関係を描きながら、国と国との壮大な殺戮絵巻を繰り広げた作品となっている。本作では卑弥呼はもともと不弥国の王女で、最終的に耶馬台（やまと）に行ったとされている（「邪馬台」という表記および「やまたい」という読みは採用されていない）。
初出は雑誌『新小説』1923年5月号（第18年第5号）で、翌1924年（大正13年）5月18日に春陽堂から単行本刊行された。近年入手容易な文庫本としては岩波文庫版がある。

## あらすじ
古代日本の不弥（うみ）の国の姫・卑弥呼は、同じ国の卑狗の大兄（ひこのおおえ）との結婚を控えていた。ある夜、外にいた二人の前に道に迷ったと称する若者が現れる。卑弥呼は若者に食べ物を与えるべきだと大兄に進言し、若者は贄殿に案内されてもてなしを受ける。だが、若者を見た一人の宿禰は彼が奴国の王子であると見破り、奴国の王がかつて不弥を攻めて神庫（ほくら）に放火し王母を略奪した故事をもって若者を殺そうとする。形勢が逆転して若者が宿禰に剣先を向けているところに卑弥呼が現れ、若者に立ち去るよう命じた。若者は自分を卑弥呼の傍に置けと言い残して立ち去った。
若者は奴国の王子・長羅（ながら）だった。父の君長（ひとこのかみ）は妃を失って以来、毎夜若い女性を集めて舞い踊らせる酒宴を開き、女性の一人を夜の相手にする生活を送っていた。不弥から戻った長羅は、父から「好きな女性を娶れ」と言われる。長羅の気持ちは卑弥呼にしかなく、父から不弥を攻める許しを得る。だが、軍事を司る兵部の宿禰は、時期尚早だと反対する。兵部の宿禰の娘である香取は長羅に思いを寄せており、兵部の宿禰自身も香取が長羅に嫁ぐことを望んでいた。兵部の宿禰は香取を長羅に会わせる一方、不弥を攻める準備に鏃に塗る毒空木の汁を作らせ、卑弥呼殺害をもくろむが、長羅は毒汁の壺を蹴って処分する。奴国から不弥に派遣されていた密偵たちが戻ってきて、数日後には卑弥呼の婚礼がおこなわれると長羅に伝えると、長羅は即座に出兵を決意し、反対した兵部の宿禰を斬殺した。兵部の宿禰の息子（香取の兄）訶和郎（かわろ）はそれを知って長羅への復讐を決意する。
卑狗の大兄と卑弥呼の婚礼がおこなわれた夜、長羅の率いる奴国の軍勢が来襲する。長羅は卑狗の大兄を殺し、奴国兵は王と王妃を殺害。卑弥呼は長羅に拉致される。父の君長は卑弥呼をわがものにしようとして長羅に殺された。それを見た祭司の宿禰との間で争いが起きる。騒ぎの隙にその場を抜け出した卑弥呼は、近くにいた訶和郎から「長羅は自分たちの敵だ」と言われ、訶和郎の馬に乗って走り去った。卑弥呼は両親と夫を殺されて一人残った自分を殺せと訶和郎に迫るが、訶和郎は、自分はそれらの者に代わって長羅に復讐して卑弥呼を不弥と奴国の王妃にすると話し、二人は婚姻した。
卑弥呼は不弥に残った兵士たちを集めて訶和郎とともに奴国に攻め込む計画を立てていた。だが、逃亡する二人は耶馬台（やまと）に近づいていた。二人は鹿の群の間で耶馬台の兵士に取り囲まれる。そこに耶馬台の君長・反耶（はんや）が現れた。卑弥呼は耶馬台の君長を味方にして奴国に攻め込む考えを着想した。すぐ不弥に行くことを主張する訶和郎に対し、卑弥呼が反耶の招きに応じて耶馬台の宮に同行すると述べたところで、訶和郎は反耶の弟・反絵（はんえ）によって捕縛され、卑弥呼から引き離された後に殺される。卑弥呼は石窖（いしぐら）に入れられる。反耶は卑弥呼が帰りたいときまで宮にいてよいと話し、卑弥呼は訶和郎を傍に置くことを求めた。卑弥呼は奴隷に玉を与えて訶和郎を連れてくるよう頼むが、もたらされたのは遺骸だった。
石窖を出た卑弥呼は宮の一室を与えられ、訶和郎の遺骸を傍らに置いて眠った。その間に反耶の命で卑弥呼の寝室を飾るように使部（下僕）が遣わされたが、部屋の前にとどまっていた反絵はそれを妨害し、訶和郎の遺骸を断崖に運んで遺棄した。
夜、反耶の酒宴の席に卑弥呼は呼ばれる。寝室を飾るために遣わされた使部は、命を守らなかったとして鞭打ちの刑を受け死んだ。宴席には反絵も現れ、卑弥呼は二人の間で愛想よく振る舞い、やがて反耶と反絵はともに眠りに落ちる。寝室に戻った卑弥呼は、卑狗の大兄への思慕を募らせながら、いつか不弥と奴国と耶馬台の三国の上に自分が日輪のごとく君臨することを思い描いた。
翌朝、反耶が卑弥呼の寝室に現れるが、嫉妬に狂った反絵は反耶を殺す。自分の妻となることを迫る反絵に対して、卑弥呼は奴国を攻めて長羅を殺すことが成就すれば応じると述べる。反絵は苦悩の末にそれを受け入れる。反絵は反耶の後を継いで君長となるが、卑弥呼は同衾を許さず、その不満のはけ口として反絵は兵士を傷つけた。
長羅は卑弥呼を失って以来生気を失い、それを案じた祭司の宿禰は国から美女を選んであてがおうとした。その一人に香取が選ばれる。香取は父が殺された原因を作り長羅の心を奪った卑弥呼に怨恨を抱き、長羅を思い続けていた。香取は長羅の寝室に入ったが、長羅は彼女に関心を向けなかった。香取は舌をかみ切って自害した。このことが奴国の人々から賞賛されると、続けて長羅の元に遣わされた女性はやはり自害し、若い娘を持つ親は娘が目立たないように努めた。そこへ、卑弥呼が耶馬台にいるという知らせがもたらされる。長羅は耶馬台を攻めることを決意した。
耶馬台では反絵の横暴が募ることで卑弥呼に対する尊崇が高まった。そこに奴国が卑弥呼を奪いに来襲するという報が伝わると即座に出兵が決まる。卑弥呼は長羅を引き寄せるため、甲冑の上に赤い衣を着て出陣する。奴国が苦戦する中、長羅は卑弥呼の居場所を知り、そこに向かって突進する。長羅の前に反絵が現れ、二人は格闘する。周りには耶馬台の兵士がいたが、反絵の暴政を恐れる彼らは助けようとしなかった。長羅は反絵を倒した後、傷ついた体で卑弥呼の名を呼びながら息絶える。卑弥呼は振り上げた剣を落とし「大兄よ、大兄よ、我を赦せ。彼を刺せと爾はいうな。」と泣き崩れた。

## 評価・研究
この作品により横光は文壇に躍り出て知名度を高めた。『新潮』1923年6月号の合評会では、久保田万太郎が「近来の力作でしょうね」、「弛むところがなかつた。力がなくては出来ない」と面白さを認めつつも、「力をいれすぎたかたちがある。作者が苦しんだ割にはえない。もつと、わたしは、ゆとりがほしい」、「裸にすれば、いろいろの動きが、書生芝居ですよ」と評した。
合評会に同席していた久米正雄は「吾々よりは一時代新らしいが、実質は大して新らしいんじゃないんじゃないかね」と内容については辛口批評しながらも、描写には値打ちがあるとした。菊池寛は「神代の男女の性の闘争」を描こうとした作品として評価し、「小説としての価値はともかく、映画劇としての面白さは日本では、一寸類例のないものだと思ふ」と述べた。その後衣笠貞之助監督によって映画化もされた（1925年、連合映画芸術家協会。フィルムは現存しない）。
なお、『日輪』は、フローベールの『サランボオ』（生田長江翻訳）からの影響がしばしば指摘されている。

## 映画化
- 『日輪』（マキノ・プロダクション 連合映画芸術家協会、1925年10月29日）モノクロ
  - 監督：衣笠貞之助。脚色：一文字京輔。撮影：田中十三
  - 出演：沢村源十郎、市川猿之助、市川八百蔵、マキノ輝子、阪東和三郎、市川小太夫
  - ※上映されたが、内務省の検閲問題により上映中止となった[3]。その後、部分的にカット編集し、改作・改題の上で公開されたものの興行的には振るわなかった[9]。
  - ※ 訶和郎が木に吊るされるシーンなど「残酷」としてカットされたフィルムが断片として現存しており、2022年（令和4年）9月に国立映画アーカイブの企画で上映された[10]。

- 『日輪』（東映、1953年11月18日）112分、コニカカラー
  - 監督：渡辺邦男。脚色：比佐芳武。企画：マキノ光雄。製作：大川博。撮影：渡辺孝。美術：小池一美]。音楽：山田栄一。録音：佐々木稔郎。照明：山根秀一
  - 出演：片岡千恵蔵（ヤマト王ハンヤ）、月形龍之介（従弟ハンエ）、宇治みさ子（巫女マユ）、山口勇（アラカ）、島田照夫（ムラジ）、香川良介（ナコク王ユクラ）、市川右太衛門（王子ナガラ）、上代悠司（兵部宿彌ヒトモリ）、高千穂ひづる（娘カトリ）、進藤英太郎（カワロ）、原健策（兵士長）、高松錦之助（ウミ王フヒト）、木暮実千代（王女ヒミコ）、大友柳太朗（ヒコの大兄）、沢田清（呪禁師タケル）

## おもな収録本
- 『日輪』〈文藝春秋叢書 第2編〉（春陽堂、1924年5月18日）
  - 収録作品：「日輪」「碑文」「敵」「蠅」
- 『御身』（金星堂、1924年5月20日）
  - 収録作品：「日輪」「碑文」「赤い着物」「蠅」「月夜」「村の活動」「穴」「落とされた恩人」「芋と指輪」「マルクスの審判」「父」「敵」「御身」「淫月」「食はされたもの」「男と女と男」
- 『日輪・春は馬車に乗って 他八篇』（岩波文庫、1981年8月16日）
  - 解説：川端康成。保昌正夫「作品に即して」
  - 収録作品：「火」「笑われた子」「蠅」「御身」「赤い着物」「ナポレオンと田虫」「春は馬車に乗って」「花園の思想」「機械」「日輪」